# Pointe de la Réchasse
La Pointe de la Réchasse (3.212 m s.l.m.) è una montagna del Massiccio della Vanoise nelle Alpi Graie. Si trova in Francia (dipartimento della Savoia).

## Salita alla vetta

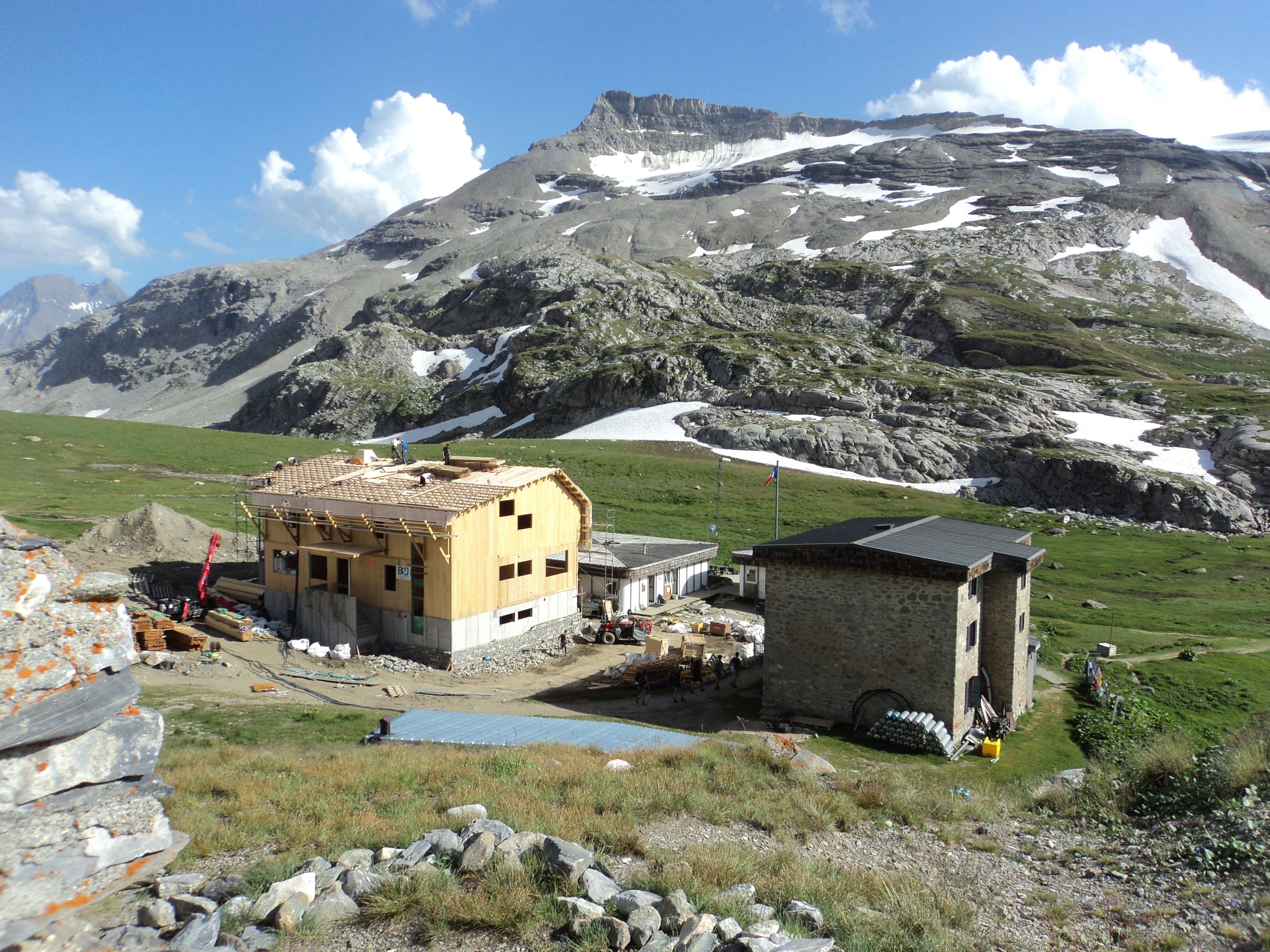
La montagna e, in primo piano, il Refuge du Col de la Vanoise.

È possibile salire sulla montagna partendo dal Refuge du Col de la Vanoise.